# Eugenia quercetorum
Eugenia quercetorum är en myrtenväxtart som beskrevs av Paul Carpenter Standley, Louis Otho Otto Williams och Barrie. Eugenia quercetorum ingår i släktet Eugenia och familjen myrtenväxter.
Artens utbredningsområde är Honduras. Inga underarter finns listade i Catalogue of Life.